# 35° Reggimento artiglieria da campagna "Friuli"
Il 35º Reggimento artiglieria "Friuli" è stato un reparto di artiglieria dell'Esercito Italiano, fondato nel 1915 e attivo fino al 1991.
La Bandiera di guerra del Reggimento è decorata di una Medaglia d'argento al Valor Militare ed una Medaglia d'argento al valor civile.

## Storia
La storia del reggimento ebbe inizio a Bari dove il reparto venne costituito il 1º gennaio 1915 su tre gruppi da 75/27, inquadrato all'entrata in guerra dell'Italia nella prima guerra mondiale nella Brigata "Pisa" dell'XI Corpo d'armata della 3ª Armata. Nel corso del conflitto ha operato nelle zone di Gradisca, Sagrado, Bosco Cappuccio, Monte San Michele, Castelgomberto, Tondarecar, Ronchi, Candelù, Roncadelle e Ormelle.
Terminata la prima guerra mondiale, il reggimento, il 1º agosto 1920, venne sciolto ed il personale è confluito nel 14º artiglieria.
Il 4 settembre 1939 il reggimento venne ricostituito a Pisa ed assegnato alla Divisione "Friuli" (20ª) (20^) di cui assume il nome.
Allo scoppio della 2ª guerra mondiale venne schierato sul fronte delle Alpi occidentali e dopo la resa della Francia con l'armistizio di Villa Incisa nel 1941 prese parte alla campagna contro la Jugoslavia. Nel 1942
venne rischierato in Corsica, dove il reggimento, nel settembre 1943 prese parte dopo la proclamazione dell'armistizio dell'8 settembre ai combattimenti contro i tedeschi.
Lasciata l'isola, il reggimento venne trasferito in Sardegna e quindi in Puglia dove venne riordinato per entrare alla fine del 1944, nel Gruppo di Combattimento "Friuli", con cui ha operato dai primi del 1945 sul fronte del Senio, prendendo poi parte alla liberazione di Bologna.
al termine del conflitto la sua sedeimane in forza alla ridenominata Divisione fanteria "Friuli" presso IV Comando Militare Territoriale di Bolzano. Nel 1947 la sede del reggimento venne spostata a Rimini e da un riordinamento del reggimento venne ricostituito l'8º Reggimento artiglieria da campagna, con il 35º Reggimento artiglieria riconfigurato come reggimento di artiglieria controcarri, operando in tale veste, come unità semovente, fino al suo scioglimento.
Nel 1953 la sede del reggimento viene trasferita a Livorno. Nel 1960 la Divisione "Friuli" viene ridotta a livello di Brigata, perdendo l'8º Reggimento artiglieria da campagna, trasferito alle dipendenze del V Corpo d'armata.

### Gruppo artiglieria da campagna "Friuli"
Il 6 aprile 1964 il reggimento è stato soppresso e le tradizioni del 35º Reggimento artiglieria vennero passate al gruppo di artiglieria da campagna, già dell'8º Reggimento artiglieria, che dal 1958 era autonomo, in forza prima alla Divisione e poi alla Brigata "Friuli". Il gruppo assunse la denominazione di Gruppo artiglieria da campagna "Friuli".

### 35º Gruppo artiglieria da campagna "Riolo"
Per effetto della ristrutturazione del 1975 il Gruppo artiglieria da campagna "Friuli" assunse la denominazione di 35º Gruppo artiglieria da campagna "Riolo", denominazione che avrebbe mantenuto fino al suo scioglimento, avvenuto il 6 maggio 1991.

## Comandanti
35° Reggimento Artiglieria da Campagna (1915-1920)
- Colonnello Eduardo Scuti
- Tenente Colonnello Giuseppe Daneo
- Colonnello Gaspare Otto
- Tenente Colonnello Pantaleone Siciliani

35° Reggimento Artiglieria "Acqui" (1939-47)
- Colonnello Alberto Bestini
- Colonnello Mario Brunelli
- Colonnello Achille De Biase

## Scudo
Ornamenti esteriori:
- lo scudo è sormontato dalla corona turrita degli Enti Militari
- lista bifida: d'oro, svolazzante, collocata sotto la punta dello scudo, incurvata con la concavità rivolta verso l'alto, riportante il motto, in lettere maiuscole di nero: "TEMPRO IL CUORE ALLA VITTORIA"
- nastri rappresentativi delle ricompense al Valore: annodati nella parte centrale non visibile della corona turrita, scendenti svolazzanti in sbarra ed in banda dal punto predetto, passando dietro la parte superiore dello scudo: 1 M.A.V.M., 1. M.A.V.C.